# Matayba
Matayba es un género  de plantas fanerógamas perteneciente a la familia Sapindaceae. Comprende 96 especies descritas y de estas, solo 45 aceptadas. Se distribuye por los trópicos de América. 

## Descripción
Son árboles o arbustos; con los tallos teretes o sulcados, lenticelados, menudamente pubescentes cuando jóvenes, glabros con la edad; plantas polígamas. Hojas alternas o subopuestas, paripinnaticompuestas, exestipuladas; folíolos generalmente enteros y gruesos. Inflorescencia de panículas axilares o terminales, o racimos, flores actinomorfas pequeñas; cáliz cupular, levemente 5-lobado; pétalos 5; estambres 8; ovario subgloboso a subobovoide. Cápsula elipsoide, 3-lobada o ligeramente alada, dehiscente, sésil o estipitada; semillas con testa crustácea y arilo.

## Taxonomía
El género fue descrito por Jean Baptiste Christophore Fusée Aublet y publicado en Histoire des Plantes de la Guiane Françoise 1: 331, t. 128. 1775. La especie tipo es: Matayba guianensis Aubl. 

## Especies seleccionadas
- Matayba adenanthera
- Matayba affinis
- Matayba apetala
- Matayba arborescens
- Matayba atropurpurea
- Matayba boliviana